# Liliana Herrero
Liliana Herrero (Villaguay, Entre Ríos, 22 de abril de 1948) es una música, cantante, licenciada en filosofía y docente argentina. A la fecha, cuenta con 15 trabajos discográficos como solista publicados y ha compartido escenario con otros reconocidos artistas del folclore, del rock y de la música popular como Luis Alberto Spinetta, Mercedes Sosa, Teresa Parodi, Fernando Cabrera, Ana Prada, Lisandro Aristimuño, Jorge Fandermole, Liliana Vitale, entre otros.

## Biografía
A los 9 años su padre le regaló su primer piano y comenzó su relación con la música. En 1966 se radicó en Rosario para seguir la carrera de Filosofía en la Universidad Nacional de Rosario. En esta etapa participó de los grupos vocales "Contracanto" y "Canto Libre". Fue detenida durante la dictadura cívico-militar autodenominada Proceso de Reorganización Nacional por su vinculación con la militancia peronista. Una vez finalizada su carrera, se dedicó a la docencia en la misma universidad en la que se formó. Fue directora de la carrera de Filosofía (1990-1994) en la Facultad de Humanidades y Artes de la Universidad Nacional de Rosario. En esos años también se desempeñó como profesora Adjunta en Introducción a la Filosofía y a las Ciencias Sociales en la Facultad de Derecho de la misma casa de estudios.

## Carrera musical
En Rosario conoció al músico Fito Páez, quien la incentivó a dedicarse por completo a la música. En 1987 lanzó su primer disco "Liliana Herrero", producido por Fito Páez marcando, a su vez, su debut como productor. Su banda soporte estaba formada por Juan Perone (percusión), Claudio Bolzani (guitarra), Iván Tarabelli (teclados) y Roy Elder (vientos). En 1989, Paez produce su segundo disco "Esa Fulanita". Para 1993, la discográfica Epsa Music S.A. produce y publica su tercer álbum "Isla del tesoro", proyecto para el cual contó con invitados como Fito Páez, Ricardo Mollo, Claudia Puyó y Beto Satragni, entre otros. A partir de allí su carrera musical ha ido en ascenso, obteniendo por su trabajo artístico premios y menciones especiales. Su estilo musical se caracteriza por fusionar composiciones de raíces folclóricas con sonidos y arreglos actuales (como utilizar guitarra eléctrica, etc.), muchos de estos provenientes del rock y el jazz. En 1989 y en referencia al género musical, la artista expresó: «Yo no hago fusión entre el folklore y el rock. Lo que yo hago es el choque entre las culturas. Esas culturas se entienden o se confrontan entre sí, pero no se fusionan» (Humor Registrado, N.º 254, octubre de 1989). En el año 2019 presentó su disco "Canción sobre canción" producido con el sello Elefante en la Habitación! interpretando un repertorio de canciones de Fito Páez.

## Discografía

### Álbumes como solistas
- 1987: Liliana Herrero - LAMAR RECORDS
- 1989: Esa Fulanita - LAMAR RECORDS
- 1994: Isla del Tesoro - UNIVERSAL MUSIC ARGENTINA S.A.
- 1997: El Diablo me Anda Buscando (Liliana Herrero en vivo) - MUNDO RECORDS
- 1998: El Tiempo, Quizás
- 2003: Recuerdos de Provincia - EPSA MUSIC S.A.
- 2003: Confesión del Viento - EPSA MUSIC S.A.
- 2005: Litoral (CD Doble)
- 2008: Igual a mi Corazón
- 2009: El hilo de una voz (DVD) - S-MUSIC S.A.
- 2011: Este Tiempo - S-MUSIC S.A.
- 2013: Maldigo S-MUSIC S.A.
- 2016: Imposible - S-MUSIC S.A.
- 2019: Cancion sobre canción - ELEFANTE EN LA HABITACIÓN!

### Colaboraciones con otros artistas
Liliana ha realizado dos discos compactos junto a Juan Falú:
- 2000: Leguizamón - Castilla
- 2004: Falú - Davalos

## Premios y nominaciones
| Año  | Trabajo nominado      | Premio                           | Categoría                                        | Resultado |
| ---- | --------------------- | -------------------------------- | ------------------------------------------------ | --------- |
| 2019 | Canción sobre canción | Premios Carlos Gardel            | Mejor álbum conceptual                           | Ganador   |
| 2015 | Liliana Herrero       | Premio Konex - Diploma al Mérito | Conjunto Femenina de Folklore (junto a Juan Falú | Ganador   |
| 2009 | Igual a mi corazón    | Premios Carlos Gardel            | Mejor álbum artista femenina de folklore:        | Ganador   |
| 2005 | Liliana Herrero       | Premio Konex de Platino          | Solista Femenina de Folklore                     | Ganador   |
| 2004 | Confesión del viento  | Premios Gardel                   | Artista de Folklore "Nuevas Formas"              | Ganador   |
| 1995 | Liliana Herrero       | Premio Konex - Diploma al Mérito | Solista Femenina de Folklore                     | Ganador   |